# サターンロケット
サターンロケット（英: Saturn）は、アメリカ航空宇宙局 (NASA) が開発・運用していたロケット。元ドイツのロケット科学者ヴェルナー・フォン・ブラウンが中心となって開発した。後期型のサターンVは有人月ロケットとして知られる。アポロ計画で、計12人もの宇宙飛行士を月に送り込んだ、人類史上（当時）、もっとも速く、もっとも高価で、もっとも遠い場所に行った乗り物である。
サターンという名は、土星から。先代のロケットがジュピター（木星）であったため、「次は土星だろう」という経緯で決まったとされる。
その後、サターンVはアメリカ初の宇宙ステーション「スカイラブ」の打ち上げにも使用され、現在は2機が展示保存されている。

## サターンI
サターン・シリーズの最初の型。日本のH-IIAとほぼ同等の低軌道打ち上げ能力を持つ。当初、サターンロケットはC1、C2、C3、C4、C5と発展する予定だった。サターンIはこのC1にあたる。C2 - C4は期間とコストの圧縮のため廃止。よって、C2以降でのテストを予定されていた液体酸素 / 液体水素エンジンであるJ-2を2段目に搭載した、サターンIBが開発されることになった。
なお、C5は後のサターンVにあたる。

## サターンIB

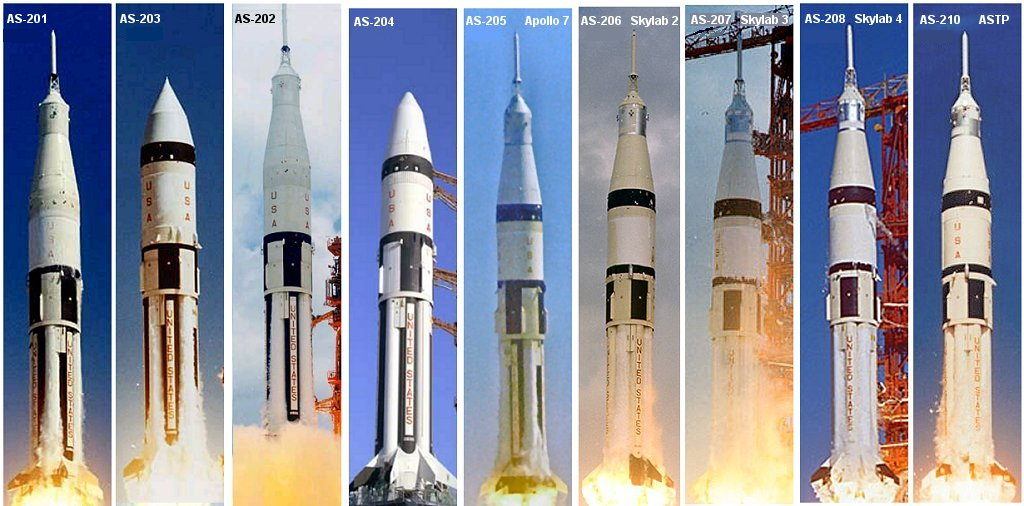
サターンIB

アポロ計画初期において、主に司令船と機械船の運用試験を行なうため地球周回軌道上に打ち上げるために使用された。液体燃料の2段式。アリアンVと同程度の18t程度のペイロードを低軌道に投入することができた。1段目には8基のケロシン / 液体酸素のロケットエンジンをクラスター式に搭載している。2段目には新型の水素ロケットエンジンJ-2を搭載している。このエンジンは性能が良くなっただけでなく、複数回にわたって燃焼できるのが特徴。
後のスカイラブ計画では、スカイラブ2号から4号（アポロ司令・機械船の転用）を輸送するため、サターンVの射点で下駄を履かせて発射された。なお、1975年のアポロ・ソユーズ共同飛行計画でも、ソユーズ19号とドッキングを行なうアポロ宇宙船の打ち上げの際には、スカイラブ2号から4号までと同様の発射方式が取られた。

## サターンII
サターン IIはアメリカのアポロ計画に使用されたサターンVから派生した使い捨てロケットで、計画のみに留まった。サターンIIの基本的な目的は、サターンVの部材を流用してサターンIB相当のロケットに仕立てることで、サターンIBでしか使わないS-IBの製造ラインを閉鎖してコスト削減を図り、より高効率なロケットシステムを実現することであった。
サターンIBの製造ラインを閉鎖することが目的であったため、サターンIBで行っていたアポロ宇宙船の地球周回軌道への打ち上げが可能な能力を持つこととされた。

### 設計
サターンIIはサターンVから第1段のS-ICを取り除き、第1段をサターンVの第2段S-II、第2段をサターンV第3段およびサターンIB第2段のS-IVBという構成の2段式としたものである。
派生機種もいくつか考えられたがどれも生産されることはなく、サターンロケットの生産は全機種終了されてペイロードの打ち上げはスペースシャトルに移行した。

## サターンV

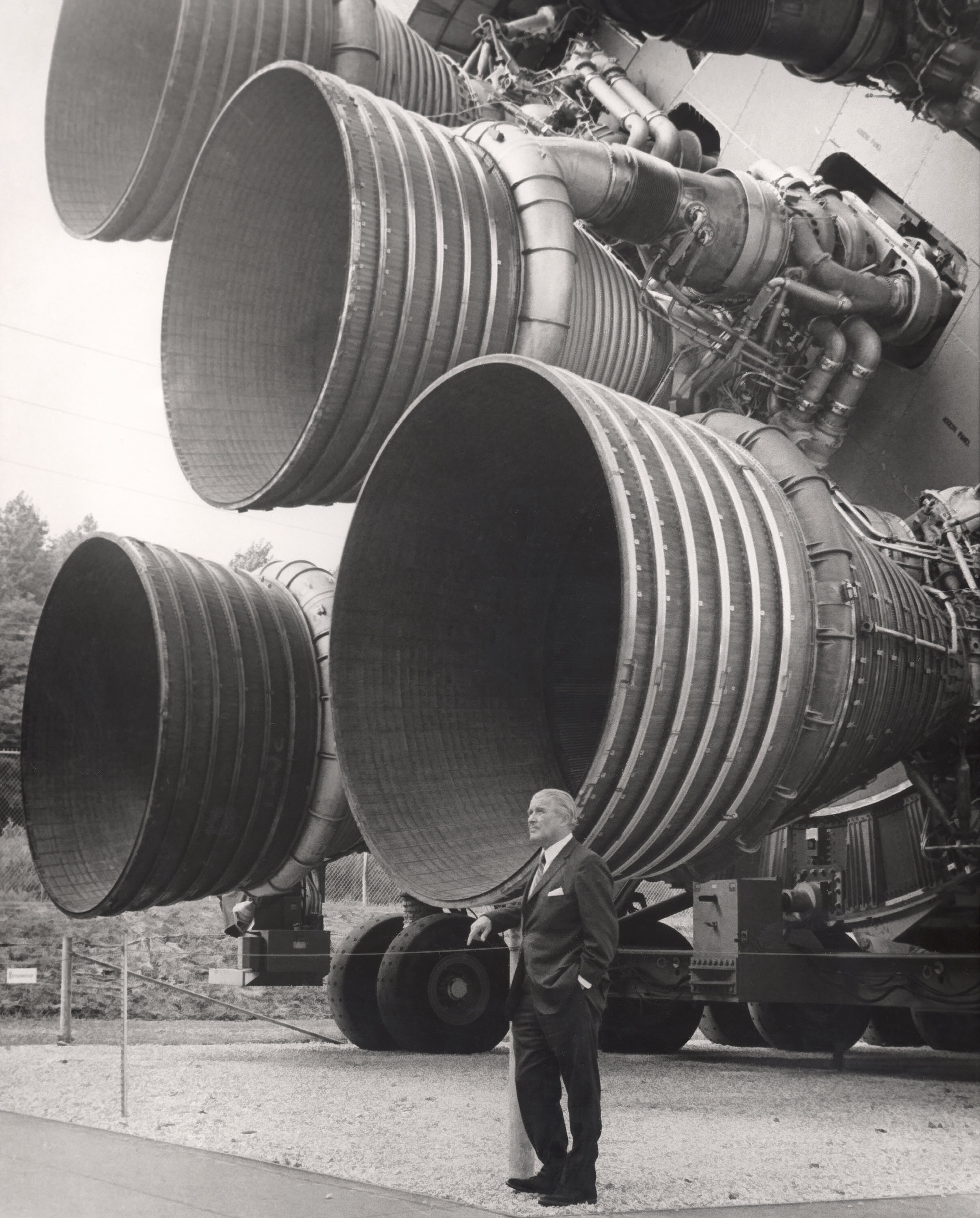
サターンVの第1段エンジン（人物は開発者のヴェルナー・フォン・ブラウン）

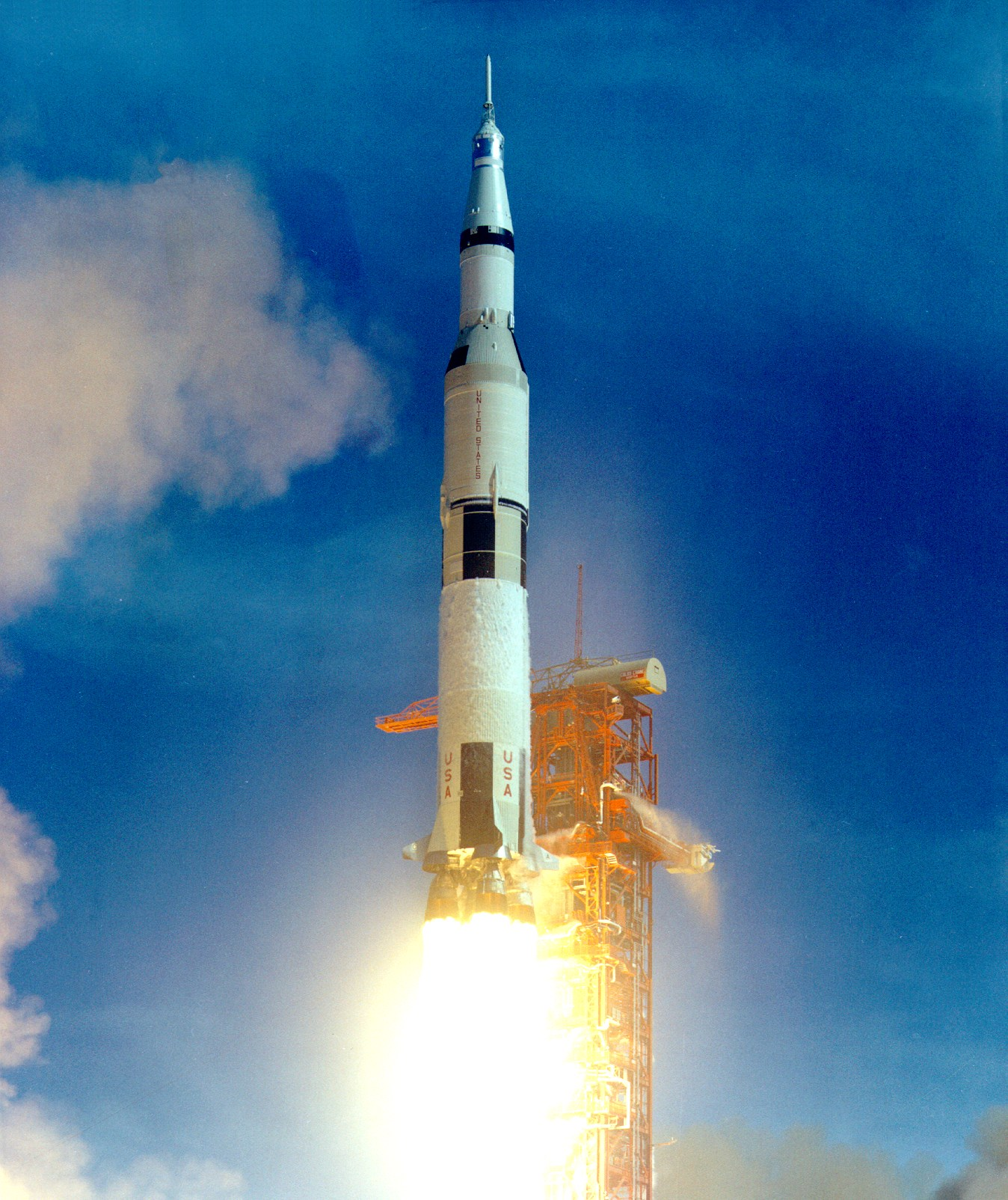
アポロ15号の打ち上げ

アポロ月探査船の司令船、機械船、LM（月着陸船）を月に送り込むために開発された、全長110m、底部直径10mにも及ぶ、史上最大のロケット。3段式の液体燃料ロケットで、ケロシン / 液体酸素のロケットエンジンを1段目に5基、液体水素 / 液体酸素のエンジンを2段目に5基、3段目に1基搭載する。総重量の実に93%が推進剤という、推進剤の塊のようなロケットである。また第1段ロケット5基の総出力を馬力に換算すると、約1億6千万馬力に達するが、これは現在までのところ人類が開発したものの中では最も高出力のエンジンである。
サターンVは、地球付近の高度約300kmの低軌道に120tにも及ぶペイロードを投入することができ、まさに月に行くためだけに作られたロケットである。しかし、予算削減のためアポロ計画は20号までの予定があったところを17号で中止となり、残されたサターンブースターとアポロ宇宙船は続くスカイラブ計画や、ソ連のソユーズ宇宙船とのドッキング・ミッションに使用された。

## 歴史

### 打ち上げ実績
| 計画            | ロケット | ミッション    | 打ち上げ日     | 射場   |
| --------------- | -------- | ------------- | -------------- | ------ |
| サターン I      | SA-1     | SA-1          | 1961年10月27日 | LC-34  |
| サターン I      | SA-2     | SA-2          | 1962年4月25日  | 34     |
| サターン I      | SA-3     | SA-3          | 1962年11月16日 | 34     |
| サターン I      | SA-4     | SA-4          | 1963年3月28日  | 34     |
| サターン I      | SA-5     | SA-5          | 1964年1月29日  | LC-37B |
| サターン I      | SA-6     | A-101         | 1964年5月28日  | 37B    |
| サターン I      | SA-7     | A-102         | 1964年9月18日  | 37B    |
| サターン I      | SA-9     | A-103         | 1965年2月16日  | 37B    |
| サターン I      | SA-8     | A-104         | 1965年5月25日  | 37B    |
| サターン I      | SA-10    | A-105         | 1965年7月30日  | 37B    |
| サターン IB     | SA-201   | アポロAS-201  | 1966年2月26日  | 34     |
| サターン IB     | SA-203   | アポロAS-203  | 1966年7月5日   | 37B    |
| サターン IB     | SA-202   | アポロAS-202  | 1966年8月25日  | 34     |
| サターン V      | SA-501   | アポロ4号     | 1967年11月9日  | LC-39A |
| サターン IB     | SA-204   | アポロ5号     | 1968年1月22日  | 37B    |
| サターン V      | SA-502   | アポロ6号     | 1968年4月4日   | 39A    |
| サターン IB     | SA-205   | アポロ7号     | 1968年10月11日 | 34     |
| サターン V      | SA-503   | アポロ8号     | 1968年12月21日 | 39A    |
| サターン V      | SA-504   | アポロ9号     | 1969年3月3日   | 39A    |
| サターン V      | SA-505   | アポロ10号    | 1969年5月18日  | LC-39B |
| サターン V      | SA-506   | アポロ11号    | 1969年7月16日  | 39A    |
| サターン V      | SA-507   | アポロ12号    | 1969年11月14日 | 39A    |
| サターン V      | SA-508   | アポロ13号    | 1970年4月11日  | 39A    |
| サターン V      | SA-509   | アポロ14号    | 1971年1月31日  | 39A    |
| サターン V      | SA-510   | アポロ15号    | 1971年7月26日  | 39A    |
| サターン V      | SA-511   | アポロ16号    | 1972年4月16日  | 39A    |
| サターン V      | SA-512   | アポロ17号    | 1972年12月7日  | 39A    |
| サターン INT-21 | SA-513   | スカイラブ1号 | 1973年5月14日  | 39A    |
| サターン IB     | SA-206   | スカイラブ2号 | 1973年5月25日  | 39B    |
| サターン IB     | SA-207   | スカイラブ3号 | 1973年7月28日  | 39B    |
| サターン IB     | SA-208   | スカイラブ4号 | 1973年11月16日 | 39B    |
| サターン IB     | SA-210   | ASTP          | 1975年7月15日  | 39B    |

## アポロ計画
1961年5月に行われたケネディ大統領の演説によりNASAは1960年代末までに月へ宇宙飛行士を送り込むことになった。
設計が似ており一部の部品を供給できるNovaロケットとサターンの両方のロケットがこの計画に検討された。結局、早期に生産可能で大部分の部材を空輸することが可能なサターンロケットの案が選ばれた。Novaロケットは主要な全ての段の生産の為に新しく工場を建設する必要があり、期限内に完了できない深刻な懸念があった。サターンロケットは提案された1段目の生産に新しい工場が一つだけ必要でそれが選択された理由だった。
サターン C-5, (後に名称はサターン Vになる)はシルバースタイン委員会の構成において最も強力で最も転換可能な設計として選択された。当時、ミッションはまだ選択されていなかったので十分な出力が供給されるように彼等は最も強力なロケットの設計を選んだ。
これは賢明な判断だった事が証明された。月軌道ランデブーが最終的に選ばれ、必要な打ち上げ重量が削減されたが、C-5の余分な打ち上げ能力の向上は宇宙船の重量の密かな増加にとても有用だった。
この時点において3段全て設計図のみに存在し、それらの実現にはロケットの試験よりも以前に月探査機が開発されて試験される可能性が高かった。
NASAは既存のレッドストーンロケットとジュピターの燃料タンクの技術を流用した1段目と既に開発中の上段ロケットを組み合わせたC-1(後のサターンI)の開発を試験機として継続する事を決めた。これによりS-IVの試験と同様にカプセルや他のコンポーネントの試験も低軌道で実施する事が出来るようになった。
最終的に使用されたサターンロケット:
- サターンI - 10機が打ち上げられ、1段目にはS-Iが使用され後にS-IVが使用された。
- サターンIB - 9機が打ち上げられた。サターンＩの改良型で1段目により強力なS-IBが使用され、サターンＶでは2段目にS-IVBが使用された。後にスカイラブやアポロ・ソユーズテスト計画でも宇宙飛行士を送り込む為に使用された。
- サターンV - 12機が打ち上げられ宇宙飛行士を月へ送り込んだ。
- サターン INT-21 - スカイラブの打ち上げに使用された。

## サターンロケットシリーズと派生機種
サターンロケットシリーズにはいくつかの派生機種が計画されていた。計画のみで実現しなかった機種も多い。